# ملون مباين

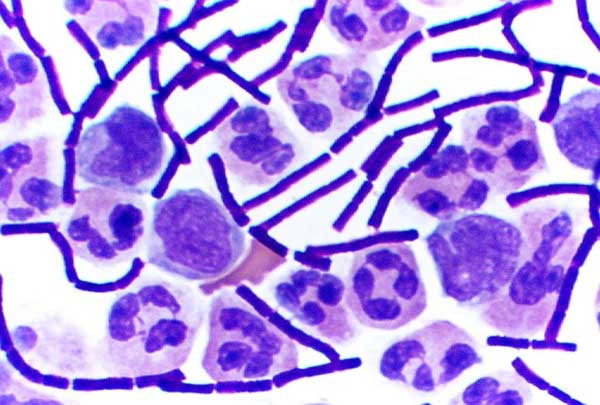
بكتيريا الجمرة الخبيثة مع الملون المباين لخلايا الدم البيضاء

الصِّبْغ المُبَايِن أو المُلَوِّن المُبَايِن هو صِبْغ ذو لون مغاير للَون الصِّبْغ الرئيسي يجعل البِنية المصبوغة سهلة الرؤية باستعمال المجهر.
مثال لذلك يكون الملون المباين الأخضر مالاكايت أخضر إلى صبغة فوشين في طريقة صبغة جيمينيز تقنية خيمينيز.
مثال اخر يكون الملون المباين الايوسين الايوزين إلى هيماتوكسيلين في صبغة الهيماتوكسيلين واليوزين.
أيضاً في صبغة غرام، كريستال فايلت تصبغ البكتيريا الايجابية للغرام والملون المباين السفرانين والذي يسمح بالتعرف على بكتيريا السالبة للبكتيريا. هناك طريقة بديلة باستخدام كاربوفلوزويد المخفف.

## وصلات خارجية
- صور لمقاطع نسيجية مصبوغة تباينياً